# (4631) Yabu
(4631) Yabu (1987 WE1) – planetoida z grupy pasa głównego asteroid okrążająca Słońce w ciągu 3,34 lat w średniej odległości 2,23 j.a. Odkryta 22 listopada 1987 roku.